# Tully (film 2018)
Tully – amerykański komediodramat z 2018 roku w reżyserii Jasona Reitmana, wyprodukowany przez wytwórnię Focus Features. Główne role w filmie zagrali Charlize Theron, Mackenzie Davis, Mark Duplass i Ron Livingston.
Premiera filmu odbyła się 23 stycznia 2018 podczas Sundance Film Festival. Cztery miesiące później, 4 maja, obraz trafił do kin na terenie Stanów Zjednoczonych. W Polsce premiera filmu odbyła się 11 maja 2018.

## Fabuła
Marlo (Charlize Theron) niedawno urodziła trzecie dziecko. Zmęczona i sfrustrowana kobieta ledwie sobie radzi z domowymi obowiązkami. Rzeczywistość przytłacza też jej męża Drew (Ron Livingston), który praktycznie przejął opiekę nad dwojgiem starszych, sprawiających trochę kłopotów dziećmi. Brat Marlo, Craig, chce pomóc zabieganej rodzinie, więc sprawia jej niezwykły prezent. Zatrudnia nianię, która nocami ma czuwać przy dzieciach, by Marlo i Drew mogli odpocząć. W ich domu pojawia się Tully (Mackenzie Davis) – dziwna, pogodna, pracowita i do bólu szczera młoda kobieta. Jej obecność przypomina Marlo o tym, jaką dziewczyną sama kiedyś była.

## Obsada
- Charlize Theron jako Marlo
- Mackenzie Davis jako Tully
- Mark Duplass jako Craig
- Ron Livingston jako Drew

## Produkcja
Zdjęcia do filmu zrealizowano w Nowym Jorku (Stany Zjednoczone) i Vancouver (Kanada).

## Odbiór
Film Tully spotkał się z pozytywną reakcją krytyków. W serwisie Rotten Tomatoes 87% ze stu pięćdziesięciu jeden recenzji filmu jest pozytywne (średnia ocen wyniosła 7,8 na 10). Na portalu Metacritic średnia ocen z 51 recenzji wyniosła 75 punktów na 100.